# 水江漣子
水江漣子（みずえ れんこ、1925年11月5日 - 1993年3月13日）は、日本近世史学者。
大分県生まれ。1949年東京文理科大学史学科卒。1971年東京教育大学大学院博士課程中退、1976年「江戸の都市的発達に関する研究」で文学博士。文教大学教授。
1993年3月13日、くも膜下出血による敗血症のため死去。

## 著書
- 『家康入国』角川書店(季刊論叢日本文化 1976　のち選書)
- 『江戸市中形成史の研究』弘文堂 1977
- 『近世史のなかの女たち』日本放送出版協会(NHKブックス) 1983

### 共編など
- 大道寺友山『落穂集』萩原竜夫と校注 人物往来社(江戸史料叢書) 1967
- 『百夜一話・日本の歴史』第10-12 和歌森太郎共編 集英社 1971

## 参考
- 著書の略歴